# Mistrovství Evropy v basketbalu žen 1995
25. mistrovství Evropy v basketbalu žen proběhlo v dnech 8. – 18. června v Brně v České republice.
Turnaje se zúčastnilo 14 týmů, rozdělených do dvou sedmičlenných skupin. První čtyři družstva postoupila do Play off. Mistrem Evropy se stalo družstvo Ukrajiny.

## Výsledky a tabulky

### Skupina A
|    |            | ITA   | RUS   | CZE   | LIT   | YUG   | FRA   | GER   | V | P | Skóre   | B  |
| 1. | Itálie     | ***   | 59:57 | 63:54 | 60:55 | 63:46 | 64:61 | 65:56 | 6 | 0 | 374:329 | 12 |
| 2. | Rusko      | 57:59 | ***   | 75:72 | 76:67 | 76:62 | 78:55 | 97:72 | 5 | 1 | 459:387 | 11 |
| 3. | Česko      | 54:63 | 72:75 | ***   | 78:65 | 67:62 | 79:74 | 72:69 | 4 | 2 | 422:107 | 10 |
| 4. | Litva      | 55:60 | 67:76 | 65:78 | ***   | 59:51 | 70:72 | 80:71 | 2 | 4 | 396:406 | 8  |
| 5. | Jugoslávie | 46:63 | 62:76 | 62:67 | 51:59 | ***   | 74:63 | 58:54 | 2 | 4 | 353:382 | 8  |
| 6. | Francie    | 61:64 | 55:78 | 74:79 | 72:70 | 63:74 | ***   | 69:65 | 2 | 4 | 394:430 | 8  |
| 7. | Německo    | 56:65 | 72:97 | 69:72 | 71:80 | 54:58 | 65:69 | ***   | 0 | 6 | 387:441 | 6  |

 Francie -  Německo 69:65 (29:27, 56:56)
8. června 1995 (9:00) – Brno
 Itálie -  Litva 60:55 (25:24)
8. června 1995 (14:00) – Brno
 Rusko -  Česko 75:72 (41:42)
8. června 1995 (16:00) – Brno
 Itálie -  Jugoslávie 63:46 (63:46)
9. června 1995 (9:00) – Brno
 Rusko -  Litva 76:67 (36:34)
9. června 1995 (11:00) – Brno
 Česko -  Francie 79:74 (40:27)
9. června 1995 (16:00) – Brno
 Francie -  Litva 72:70 (35:35)
10. června 1995 (11:00) – Brno
 Rusko -  Jugoslávie 76:62 (42:25)
10. června 1995 (14:00) – Brno
 Česko -  Německo 72:69 (31:32)
10. června 1995 (18:00) – Brno
 Itálie -  Rusko 59:57 (27:29)
11. června 1995 (11:00) – Brno
 Litva -  Německo 80:71 (38:33)
11. června 1995 (16:00) – Brno
 Jugoslávie -  Francie 74:63 (33:46)
11. června 1995 (18:00) – Brno
 Jugoslávie -  Německo 58:54 (32:32)
12. června 1995 (11:00) – Brno
 Česko -  Litva 78:65 (34:36)
12. června 1995 (16:00) – Brno
 Itálie -  Francie 64:61 (38:37)
12. června 1995 (18:00) – Brno
 Rusko -  Francie 78:55 (36:25)
13. června 1995 (11:00) – Brno
 Česko -  Jugoslávie 67:62 (37:35)
13. června 1995 (16:00) – Brno
 Itálie -  Německo 65:56 (32:29)
13. června 1995 (18:00) – Brno
 Litva -  Jugoslávie 59:51 (28:26)
14. června 1995 (11:00) – Brno
 Rusko -  Německo 97:72 (53:38)
14. června 1995 (16:00) – Brno
 Itálie -  Česko 63:54 (36:26)
14. června 1995 (20:00) – Brno

### Skupina B
|    |            | UKR   | SVK   | CRO   | MLD    | ESP      | ROM   | HUN      | V | P | Skóre   | B  |
| 1. | Ukrajina   | ***   | 61:59 | 68:69 | 68:61  | 73:54    | 71:61 | 75:55    | 5 | 1 | 416:359 | 11 |
| 2. | Slovensko  | 59:61 | ***   | 71:61 | 74:70  | 72:66    | 81:56 | 60:53    | 5 | 1 | 417:373 | 11 |
| 3. | Chorvatsko | 69:68 | 61:71 | ***   | 76:78  | 73:70    | 68:57 | 75:70    | 4 | 2 | 428:414 | 10 |
| 4. | Moldavsko  | 61:68 | 70:74 | 78:76 | ***    | 59:101   | 63:59 | 79:73    | 3 | 3 | 410:451 | 9  |
| 5. | Španělsko  | 54:73 | 66:72 | 70:73 | 101:59 | ***      | 97:68 | 105:108p | 2 | 4 | 493:453 | 8  |
| 6. | Rumunsko   | 61:71 | 56:81 | 57:68 | 59:63  | 68:97    | ***   | 67:59    | 1 | 5 | 368:439 | 7  |
| 7. | Maďarsko   | 55:75 | 53:60 | 70:75 | 73:79  | 108:105p | 59:67 | ***      | 1 | 5 | 418:461 | 7  |

 Španělsko -  Rumunsko 97:68 (46:35)
8. června 1995 (11:00) – Brno
 Slovensko -  Moldavsko 74:70 (36:40)
8. června 1995 (18:30) – Brno
 Chorvatsko -  Ukrajina 69:68 (28:39)
8. června 1995 (20:30) – Brno
 Chorvatsko -  Španělsko 73:70 (43:43)
9. června 1995 (14:00) – Brno
 Slovensko -  Maďarsko 60:53 (34:19)
9. června 1995 (18:00) – Brno
 Ukrajina -  Moldavsko 68:61 (42:32)
9. června 1995 (20:00) – Brno
 Chorvatsko - Rumunsko 68:57 (33:28)
10. června 1995 (9:00) – Brno
 Ukrajina -  Maďarsko 75:55 (39:24)
10. června 1995 (16:00) – Brno
 Španělsko -  Moldavsko 101:59 (52:25)
10. června 1995 (20:00) – Brno
 Ukrajina -  Slovensko 61:59 (35:28)
11. června 1995 (9:00) – Brno
 Moldavsko -  Rumunsko 63:59 (32:34)
11. června 1995 (14:00) – Brno
 Maďarsko -  Španělsko 108:105 2pp (37:37, 78:78, 93:93)
11. června 1995 (20:00) – Brno
 Moldavsko -  Chorvatsko 78:76pp (35:42, 72:72)
12. června 1995 (9:00) – Brno
 Slovensko -  Španělsko 72:66 (31:28)
12. června 1995 (14:00) – Brno
 Rumunsko -  Maďarsko 67:59 (39:39)
12. června 1995 (20:00) – Brno
 Ukrajina -  Španělsko 73:54 (40:28)
13. června 1995 (9:00) – Brno
 Chorvatsko -  Maďarsko 75:70 (45:37)
13. června 1995 (14:00) – Brno
 Slovensko -  Rumunsko 81:56 (44:30)
13. června 1995 (20:00) – Brno
 Moldavsko -  Maďarsko 79:73 (38:25)
14. června 1995 (9:00) – Brno
 Ukrajina -  Rumunsko 71:61 (31:38)
14. června 1995 (14:00) – Brno
 Slovensko -  Chorvatsko 71:67 (38:36)
14. června 1995 (18:00) – Brno

### Play off

#### Čtvrtfinále
Itálie -  Moldavsko 74:43 (42:30)
16. června 1995 (11:00) – Brno
 Ukrajina -  Litva 76:72 (40:34)
16. června 1995 (15:00) – Brno
 Slovensko -  Česko 85:75 (38:29)
16. června 1995 (17:00) – Brno
 Rusko -  Chorvatsko 81:72 (43:42)
16. června 1995 (21:00) – Brno

#### Semifinále
Itálie -  Slovensko 65:46 (27:28)
17. června 1995 (17:00) – Brno
 Ukrajina -  Rusko 69:64 (36:31)
17. června 1995 (19:00) – Brno

#### Finále
Ukrajina -  Itálie 77:66 (41:32)
18. června 1995 (18:00) – Brno

#### O 3. místo
Rusko -  Slovensko 69:50 (26:22)
18. června 1995 (16:00) – Brno

#### O 5. - 8. místo
Moldavsko -  Česko 78:76 (51:33)
17. června 1995 (11:00) – Brno
 Litva -  Chorvatsko 91:64 (47:27)
17. června 1995 (15:00) – Brno

#### O 5. místo
Litva -  Moldavsko 68:62 (41:31)
18. června 1995 (14:00) – Brno

#### O 7. místo
Česko -  Chorvatsko 73:61 (39:36)
18. června 1995 (11:00) – Brno

## Konečné pořadí
| Pořadí           | Tým        | Z | V | P | Skóre   | B  |
| ---------------- | ---------- | - | - | - | ------- | -- |
| Zlatá medaile    | Ukrajina   | 9 | 8 | 1 | 638:561 | 17 |
| Stříbrná medaile | Itálie     | 9 | 8 | 1 | 579:495 | 17 |
| Bronzová medaile | Rusko      | 9 | 7 | 2 | 673:578 | 16 |
| 4.               | Slovensko  | 9 | 6 | 3 | 598:582 | 15 |
| 5.               | Litva      | 9 | 4 | 5 | 627:610 | 13 |
| 6.               | Moldavsko  | 9 | 4 | 5 | 593:669 | 13 |
| 7.               | Česko      | 9 | 5 | 4 | 646:632 | 14 |
| 8.               | Chorvatsko | 9 | 4 | 5 | 625:659 | 13 |
| 9.               | Španělsko  | 6 | 2 | 4 | 493:453 | 8  |
| 10.              | Jugoslávie | 6 | 2 | 4 | 353:382 | 8  |
| 11.              | Francie    | 6 | 2 | 4 | 394:430 | 8  |
| 12.              | Maďarsko   | 6 | 1 | 5 | 416:461 | 7  |
| 13.              | Rumunsko   | 6 | 1 | 5 | 368:439 | 7  |
| 14.              | Německo    | 6 | 0 | 6 | 387:441 | 6  |